# Papa longues jambes (série télévisée d'animation)
Pour les articles homonymes, voir Papa longues jambes (homonymie).
Papa longues jambes (私のあしながおじさん, Watashi no ashinaga ojisan) est une série télévisée d'animation japonaise en 40 épisodes de 26 minutes, créée par les Studio Nippon Animation, basée sur le roman homonyme de Jean Webster (1912), et diffusée entre le 14 janvier 1990 et le 23 décembre 1990 sur Fuji Television.
La série a été achetée en 1990 par AB productions pour la France, la première salve a été diffusée à partir du 18 septembre 1991 sur TF1  dans le Club Dorothée. Les épisodes inédits restants ont été diffusés en quotidienne dans le Club Dorothée avant l'école à la rentrée 1992. Rediffusions en 1997 sur AB cartoons, en 1997 sur TMC dans Récré Kids, en 1999-2004 sur Mangas, en 2002 sur AB1 et en novembre 2007 sur France 5 dans l'émission Midi les Zouzous.
Depuis le 5 mai 2021, la série est diffusée sur YouTube en version remasterisée sur la chaine TeamKids.

## Synopsis
Judy Abbott, une orpheline d'une quinzaine d'années a été choisie pour continuer ses études dans un pensionnat du lycée Abraham Lincoln par le président du comité venu un jour d'été pour rendre visite à cet orphelinat. Le président, du nom de John Smith, est un homme dont l'identité demeure inconnue qui se surnomme Papa longues jambes pour Judy. Une fois arrivée au lycée, elle est accueillie avec tous les honneurs qui soient. Elle y rencontrera Sally Mc Bride et Julia Pendleton, cette dernière, très riche, semble capricieuse même si elle parait tout à fait polie. Elle se moque également de l'argent qu'elle dépense et se débarrasse de ses affaires valant une fortune. Judy rencontre également la directrice, mademoiselle Srone, qui ne supporte pas qu'on l'appelle Madame. Lorsque les cours commencent, Judy se met à travailler dès le premier jour afin de faire plaisir à son papa longues jambes. Chaque mois, judy reçoit de l'argent par la poste mais n'a pratiquement aucune lettre ou colis de John Smith. Elle a parfois du mal à cacher son secret.En effet, Judy étant orpheline, ne veut pas que l'on sache ce qu'elle est réellement.
Judy rencontre en avril, l'oncle de Julia, Jervis Pendleton. Ce dernier n'est pas comme les autres personnes de la haute société. C'est après son arrivée que Judy devient moins assidue en classe mais finit par réussir ses examens.
Pendant les grandes vacances, Judy part à la ferme et découvre bien des choses au sujet de cette ferme et de Jervis.
La troisième année arrive et Judy vient de savoir qu'elle avait obtenue une bourse qui lui permettrait de continuer ses études en université de Littérature. En même temps, Judy trouve un petit emploi à mi-temps pour gagner sa vie. Monsieur Smith s'y refuse et Judy renonce peu après. Un jour, Julia est invitée à une réception pour qu'elle se marie avec un homme dont elle ne veut pas. À la suite de cela, Julia fait une fugue et Jimmy le frère de Sally et Bob la retrouve. Un dimanche, Judy oublie complètement son rendez-vous avec Jervis.
Un soir de Noël, Judy, invitée à une soirée à New York, se sauve de la fête à la suite d'une conversation entre elle et la mère de Julia. Le dernier jour de l'école approche et Judy va rencontrer son Papa longues jambes. Ce dernier est tombé malade et il tient à voir Judy. Quand elle se rend dans sa chambre, elle y découvre sa véritable identité: Jervis Pendleton. Lorsque Jervis guérit, Judy l'épouse quatre ans plus tard. Julia s'était mariée avec Jimmy Mc Bride tandis que Sally restait avec ses parents en compagnie de Bob.

## Les personnages

### Personnages principaux
- Jerusha (Judy) Abbott : héroïne de la série ; elle a 15 ans au début, 17 ans à la fin. C'est une jeune fille vive et sensible, parfois maladroite, qui sait communiquer sa joie de vivre à tous ceux qui l'entourent. Très malheureuse de son passé, elle l'occulte autant qu'elle le peut. Elle sait se faire de nombreux amis. Judy épousera l'oncle de Julia.
- Sally Mc Bride : jeune fille timide et sérieuse, meilleure amie de Judy et l'une de ses compagnes de dortoir. Son extrême timidité lui joue des tours, mais elle peut compter sur l'aide de Judy.
- Julia Pendleton : jeune fille issue de la bourgeoisie new-yorkaise, qui partage la chambre 301 avec Sallie et Judy et se montre d'abord égoïste et distante avec l'héroïne. Peu à peu, leur relation va évoluer vers une véritable amitié, et Judy pourra compter sur elle dans les moments difficiles de son existence.
- Jervis Pendleton : oncle de Julia, jeune homme de 27 ans (au début de la série), riche industriel jovial et généreux. C'est le frère cadet du père de Julia, mais son comportement est bien différent du reste de la famille Pendleton, qui le considère comme un original et une "tête brûlée". Il instaure avec Judy, qui en tombe progressivement amoureuse, une relation de profonde amitié. Cette belle amitié évoluera vers l'amour, au fil des épisodes. Il était jaloux de Jimmy Mc Bride.

### Personnages secondaires
- Jimmy Mc Bride : frère de Sally et vedette de l'équipe de foot de l'Université de Princeton où il poursuit ses études. Judy le rencontre dans un café et il tombera amoureux d'elle.
- John Smith : membre bienfaiteur du foyer John Grier qui permet à Judy de poursuivre ses études. Il se montre bienveillant envers Judy, qui l'a surnommé Papa-Longues-Jambes et le considère comme un membre de sa famille. C'est à lui que Judy confie ses chagrins et ses peurs au-travers de ses lettres. Bien que son identité ne soit révélée qu'au dernier épisode, de nombreux éléments présents dans différents épisodes de la série permettent de deviner qui il est.
- Mr. Griggs : secrétaire et intermédiaire de John Smith auprès de Judy.
- Miss Joanna Srone : vieille femme qui cache sous des aspects un peu rude un cœur d'or, est la nouvelle directrice du dortoir Fergusson house du pensionnat. Elle a un faible pour l'oncle de Julia.
- Miss Katherine Lippett : directrice du foyer John Grieg où a grandi Judy, après avoir été abandonnée tout bébé sur le parvis d'une église new-yorkaise, sur Bayson avenue.
- Mr. Herman Melnore : professeur de littérature de Judy. Il l'apprécie beaucoup et l'aide, quand il le peut, dans ses écrits.
- Georges et Elisa Semple : couple de fermiers, qui se chamaille continuellement, accueille Judy pour les vacances d'été. Leur ferme, à Lock Willow, dans le Connecticut,leur a été donnée par Jervie Pendleton en remerciements, car Elisa était sa nourrice.
- Bob Carpenter : meilleur ami de Jimmy Mc Bride est également le capitaine de l'équipe de football de l'université de Princeton. Jeune homme d'une extrême maladresse, il courtise Sally.
- Leonora Fenton  : amie de Judy très malade qui n’apparaît que dans 3 épisodes. Elle aide également Judy dans ses poèmes.

## Fiche technique
- Titre original : 私のあしながおじさん (Watashi no ashinaga ojisan)
- Titre français : Papa longues jambes
- Réalisation : Kazuyoshi Yokota
- Scénario : Hiroshi Ōtsuka, Nobuyuki Fujimoto d'après le roman homonyme de Jean Webster (1912)
- Conception de personnages : Shūichi Seki
- Direction artistique : Shigero Morimoto
- Animation (supervision) : Atsushi Irie, Akira Kikuchi, Shōji Furuta, Masaru Ōshiro
- Musique : Kei Wakakusa
  - Génériques : Grandis (グローイング・アップ, Guroingu appu?) (début) et  Votre vent (キミの風, Kimi no kaze?) (fin) interprétés par Mitsuko Horie ; paroles : Etsuko Kisugi ; musique : Takao Kisugi, arrangements : Kazuo Nobuta
- Son : Tadayoshi Fujino
- Production : Takaji Matsudo, Yoshihisa Tachikawa
- Sociétés de production : Nippon Animation, Fuji Television
- Sociétés de distribution :
- Pays de production :  Japon
- Langue originale : japonais
- Format : Couleurs - 35 mm - 1,33:1 - son mono
- Genre : animation, mélodrame
- Nombre de saisons : 1
- Nombre d'épisodes : 40
- Durée : 26 minutes
- Dates de première diffusion :
  - Japon : 14 janvier 1990
  - France : 18 septembre 1991

## Distribution

### Voix originales
- Mitsuko Horie : Judy Abbott
- Yuri Amano : Julia Pendleton
- Chie Satō : Sallie Mc Bride
- Hideyuki Tanaka : Jervis Pendleton
- Bin Shimada : Jimmy McBride
- Toshiko Fujita : Miss Lippett
- Yoshino Otori : Miss Slown
- Hiromi Tsuru : Mr. Gibbs
- Kenichi Ogata : Leonora Fenton
- Hirohiko Kakegawa : Bob

### Voix françaises
- Annabelle Roux : Judy Abbott
- Barbara Tissier : Julia Pendleton
- Emmanuelle Pailly : Julia Pendleton (ép. 4, 5 et 7)
- Amélie Morin : Julia Pendleton (ép. 29 à 37)
- Joëlle Guigui : Julia Pendleton (ép. 38 à 40)
- Stéphanie Murat : Sally Mc Bride
- Jean-François Kopf : Jervis Pendleton / Jimmy McBride
- Laurence Badie : Mrs. Lipett / Miss Slown
- Serge Bourrier : Mr Melnore
- Natacha Geritssen : Leonora Fenton / Bob
- Martine Latorre : chanteuse du générique

Doublage français réalisé par la SOFI ; adaptation : Vincent Szczepanski ; direction artistique : Serge Bourrier
Source : Planète Jeunesse

## Liste des épisodes
1. Journée décisive
2. Le Départ de Judy
3. La Nouvelle École
4. La Cérémonie d'ouverture
5. Judy emménage à la brocante
6. Judy la menteuse
7. Une pluie de cadeaux
8. Missive tardive
9. L'Oncle de Julia
10. Une bonne leçon
11. Vacances à la ferme
12. Une drôle de coïncidence
13. Sally relève le défi
14. Le Concours
15. Le Bal
16. Le Cadeau de Jimmy
17. Le Pique-nique
18. Les Orphelins de Saint-Georges
19. Chantons ensemble
20. Une nouvelle amie
21. Tristesse et Beauté
22. Les Retrouvailles
23. Les Vacances de Noël
24. Des actrices en herbe
25. New York, ma ville natale
26. Judy veut travailler
27. Judy professeur
28. Une décision sans appel
29. Souvenirs de jeunesse
30. Le Visiteur de l'été
31. Jeunes filles en fleurs
32. Rendez-vous à la gare
33. Chagrin d'amour
34. De cruelles déceptions
35. La Fugue
36. Julia se rebelle
37. Noël chez les Pendleton
38. Mariage à la ferme
39. La Cérémonie de fin d'année
40. La Rencontre de Judy avec Papa Longues-Jambes

## Titres dans d'autres langues
- Allemagne : Das Geheimnis von Daddy Langbein
- Anglais : My Daddy-Long-Legs
- Arabe : يا صاحب الظل الطويل
- Chinois : 长腿叔叔
- Espagnol : Papá piernas largas
- Italien : Papà Gambalunga
- Polonais : Tata Długie nogi

## Autour de la série
- Naoko Takeuchi, auteur de shojos célèbre pour sa série Pretty Soldier: Sailor Moon, a repris cette histoire dans sa toute première œuvre : Maria.